# François Blamont
Pour les articles homonymes, voir Blamont (homonymie).
François Blamont (Mazamet, 27 octobre 1944) est un entrepreneur français qui a occupé des fonctions dans le secteur privé comme dans le secteur public. Il est actuellement directeur général de NANE Éditions,.

## Biographie
François Blamont est né le 27 octobre 1944.
Il est le fils de l'avocat Émile Katz (1905-1983) (connu sous le nom d'Émile Armand Katz Blamont dans la Résistance), qui a été secrétaire général de l’Assemblée consultative d’Alger puis secrétaire général de la Présidence de l’Assemblée nationale pendant la durée de la IVe République et les premières années de la Ve (1945-71). Il est le frère de l'astrophysicien Jacques Blamont,.

### Entrepreneur

#### Centre de culture hydroponique à Kourou
En 1966, François Blamont développe un centre de culture hydroponique avec la coopération de l’Institut de Recherches Agronomiques Tropicales (IRAT) pour approvisionner en légumes frais la population du centre spatial guyanais de Kourou.

#### Industrie médicale
En 1975, François Blamont spécialise Sopha Médical, une des PME du groupe Sopha Développement dont il est le fondateur et PDG, dans les innovations technologiques médicales. Cette PME est née en 1983 du rachat de la société Informatek, un fabricant de systèmes informatiques pour l’interprétation des informations fournies par une caméra sensible aux rayons gamma. Sopha Médical a pu être pendant quelque temps la seule société française de son secteur dotée d'innovations technologiques dans le secteur de l'industrie médicale avant de connaître un déclin.
Son groupe est devenu un leader français de l’ingénierie hospitalière, remportant d'ailleurs le prix Oscar de l'exportation en 1982,.

#### Président du Groupe Sodeteg
En mai 1984 François Blamont est nommé à la tête de la Société d’Études Techniques et d’Entreprises Générales (SODETEG),,,, par Alain Gomez, président de Thomson et Noël Goutard, directeur de la branche Industrie du groupe, afin de mettre en place les nouvelles stratégies industrielles, commerciales et financières.

### Activités dans le secteur public

#### CampusFrance
Le 6 novembre 1998, François Blamont est nommé Directeur général de l’Agence d’État EduFrance (devenu aujourd’hui CampusFrance) par le Ministre de l’Éducation nationale, de la recherche et de la technologie, Monsieur Claude Allègre, le Ministre des Affaires étrangères, Hubert Védrine et le Ministre délégué chargé de la coopération et de la francophonie, Monsieur Charles Josselin.
Cette agence, sous la forme juridique d’un Groupement d'intérêt public (GIP), avait pour but la promotion de l’offre de formation supérieure française, en y associant les établissements d’enseignement supérieur qui souhaitaient y participer. Sa nomination a fait l'objet d'un commentaire critique.

#### Ambassade de France en Irak et aux Philippines
En septembre 2002, François Blamont est nommé au poste de Conseiller de Coopération et d’Action Culturelle à Bagdad auprès de la Section des Intérêts Français en Irak par Le Ministère des Affaires étrangères. Il occupera ce poste jusqu’en 2004.
En septembre 2004, il est appelé à l’Ambassade de France aux Philippines, à Manille, également comme Conseiller de Coopération et d’Action Culturelle. Il y restera jusqu’en août 2006.

#### Conservatoire national des arts et métiers
Entre 2009 et 2013, François Blamont rejoint au Conservatoire national des arts et métiers (CNAM) la chaire d’économie et gestion des services de santé dirigée par Jean de Kervasdoué,.

## Publications
François Blamont, tout au long de sa carrière, défend des idées dans le domaine de l'entreprise, de la santé et des technologies médicales et de l'enseignement en publiant ses réflexions dans des ouvrages et des hebdomadaires nationaux.
Les Aventures d'un Entrepreneur,, est un livre d'expériences et de réflexions sur l'exportation, la recherche, l'enseignement, l'apprentissage et la politique industrielle au travers d'un parcours personnel.
En tant que président d'entreprises exportatrices, dès les années 1985, François Blamont s'implique dans le soutien de PME à fort potentiels économiques comme en témoigne sa présidence de Sopha Développement. Il défend les nouveaux exportateurs qui pensent "Monde", c'est-à-dire ceux dont l'activité est le commerce international et leur marché le monde entier. Il souhaite ainsi un véritable changement dans les procédures administratives pour permettre à ces entreprises d’effectuer plus facilement leurs activités,,.
En s’appuyant sur son expérience dans le secteur des technologies médicales, François Blamont pense que l'industrie des équipements biomédicaux doit devenir un partenaire d’importance au niveau technologique et économique des autres acteurs du monde la santé,.
Au moment où le groupe Thomson cède son secteur médical (C.G.R.) à General Electric, François Blamont propose la création d'une holding médicale française, qui pourrait se révéler un grand enjeu pour la France comme l'espace, l'aéronautique et le militaire.
À la suite de son expérience à la direction de l'agence Campus France (alors EduFrance), François Blamont estime qu'il faut créer sur le sol national de véritables campus associés avec les pays de la Méditerranée et les BRICS,.

## Distinctions
- Chevalier de la Légion d'honneur[1],[37],[38]
- Commandeur de l’Ordre national du Mérite[1],[39]